# Newmarket (Engeland)
Newmarket is een market town en civil parish in Engeland, 105 km ten noorden van Londen en 20 km ten oosten van Cambridge. Het is een centrum voor de rensport. Het centrum van Newmarket bestaat uit één weg met daarlangs veel activiteit, de High Street.
Ten oosten en ten westen van Newmarket ligt een hippodroom, met een grote tribune op het terrein aan het westen.
Newmarket heeft een spoorwegstation: station Newmarket.

## Geboren
- Shaun Greatbatch (1969-2022), darter

## Stedenbanden
- Lexington in Kentucky
- Maisons-Laffitte
- Le Mesnil-le-Roi